# تقویت‌کننده هدایت‌انتقالی عملیاتی

نماد طرح‌واره‌ای برای او‌تی‌ای. مانند تقویت‌کننده عملیاتی استاندارد، ورودی‌های وارون (-) و ناوارون (+) دارد. خطوط منبع تغذیه (V + و V−)؛ و یک خروجی تک. برخلاف آپ‌امپ مرسوم، دو ورودی اضافی بایاس I_{abc} و I_{Bias} دارد.

تقویت‌کننده هدایت‌انتقالی عملیاتی (OTA) تقویت‌کننده‌ای است که ولتاژ ورودی تفاضلی آن جریان خروجی را تولید می‌کند؛ بنابراین، یک منبع جریان کنترل‌شده با ولتاژ (VCCS) است؛ که معمولاً یک ورودی اضافی برای جریان، برای کنترل هدایت‌انتقالی تقویت‌کننده وجود دارد. او‌تی‌ای شبیه به یک تقویت‌کننده عملیاتی استاندارد است، زیرا دارای طبقه ورودی تفاضلی امپدانس بالا است و ممکن است از آن برای بازخورد منفی استفاده شود.
اولین مدار مجتمع تجاری موجود توسط ارسی‌ای در سال ۱۹۶۹ (قبل از دستیابی توسط جنرال الکتریک) در قالب CA3080 (محصول متوقف‌شده) تولید شده و از آن زمان تا کنون بهبود یافته‌اند. اگرچه بیشتر واحدها با ترانزیستورهای دوقطبی ساخته شده‌اند، اما واحدهایی نیز با ترانزیستور اثر میدانی تولید می‌شدند. یکی از استفاده‌های اصلی آن در کاربردهای کنترل شده الکترونیکی مانند: نوسان‌ساز فرکانس متغیر و فیلترها با فرکانس متغیر و طبقات تقویت‌کننده بهره متغیر است که پیاده‌سازی آن با آپ‌امپ‌های استاندارد دشوارتر است.

## تفاوت‌های اصلی از تقویت‌کننده‌های عملیاتی استاندارد
- خروجی آن جریان است، برخلاف تقویت‌کننده عملیاتی استاندارد است که خروجی آن ولتاژی است.
- معمولاً «حلقه باز» استفاده می‌شود. بدون بازخورد منفی در کاربردهای خطی. این ممکن است، زیرا مقدار مقاومت متصل به خروجی آن ولتاژ خروجی را کنترل می‌کند؛ بنابراین می‌توان مقاومتی را انتخاب کرد که باعث می‌شود حتی با ولتاژ ورودی تفاضلی بالا خروجی به اشباع نرود.

## پیشرفت‌های بعدی
نسخه‌های اولیه او‌تی‌ای نه پایانه Ibias (نشان داده شده در نمودار) و نه دیودها را (در مجاورت آن نشان‌داده شده‌است) داشتند. همه آن‌ها در نسخه‌های بعدی اضافه شدند. همان‌طور که در نمودار نشان داده شده‌است، آندهای دیودها به هم وصل می‌شوند و کاتد یکی به ورودی ناوارون (Vin +) و کاتد دیگری به ورودی وارون (Vin −) وصل می‌شود. دیودها با استفاده از جریان (Ibias) که در پایانه Ibias در آند تزریق می‌شود، بایاس می‌شوند. اضافه کردن این دیودها دو پیشرفت اساسی در او‌تی‌ای ایجاد می‌کند. ابتدا، هنگامی که از مقاومت ورودی استفاده می‌شود، دیودها ولتاژ ورودی تفاضلی را برمی‌گردانند تا مقدار قابل توجهی از غیر خطی بودن طبقه ورودی در ولتاژهای ورودی تفاضلی بالاتر را جبران کنند. طبق گفته‌های نشنال سمی‌کنداکتر، اضافه کردن این دیودها خطی‌بودن (خطسانی) طبقه ورودی را با ضریب ۴ افزایش می‌دهد. یعنی با استفاده از دیودها، میزان اعوجاج سیگنال در ۸۰ میلی ولت ورودی تفاضلی همان مقداری است که تقویت‌کننده تفاضلی ساده در ورودی تفاضلی با ۲۰ میلی‌ولت دارد. کار دوم دیودهای بایاس‌شده این است که بخش اعظم حساسیت به دما هدایت‌انتقالی او‌تی‌ای را جبران می‌کند.
پیشرفت دوم مجتمع‌سازی یک تقویت‌کننده بافر خروجی برای استفاده کاربر در تراشه‌ای که او‌تی‌ای در آن است، می‌باشد. این در واقع بیشتر برای راحتی طراحی مدار است نه بهبود عملکرد او‌تی‌ای. توزیع با نیاز به استفاده از بافر جداگانه. همچنین با تبدیل جریان خروجی آن به ولتاژ، اجازه می‌دهد تا در صورت دلخواه، از او‌تی‌ای به عنوان یک آپ‌امپ مرسوم استفاده شود.
نمونه‌ای از تراشه که این دو ویژگی را ترکیب می‌کند، نیم رسانشنال سمی‌کنداکتُر با شماره LM13600 و جایگزین آن LM13700 است.

## یادداشت
1. ↑  Jung, W.G. , IC Op-Amp Cookbook (Howard W. Sams -Bobs Merrill First Ed. 1974) p. 440 et seq.
2. ↑  Data Sheet for LM 13700 – Graph of Distortion v. Differential Input Voltage (National Semiconductor, June 2004) p. 6.
3. ↑  "LM13700 Dual Operational Transconductance Amplifiers With Linearizing Diodes and Buffers" (PDF). Texas Instruments. 15 December 2015. Retrieved 26 January 2016.